# Anse-Bertrand
Anse-Bertrand is een gemeente in het Franse overzeese departement Guadeloupe op het eiland Grande-Terre, en telt 4,001 inwoners (2019). Het is de meest noordelijke gemeente van Guadeloupe. Het ligt ongeveer 26 km ten noorden van Pointe-à-Pitre.

## Geschiedenis
Anse-Bertrand was een van de laatste woongebieden van de inheemse Cariben op Guadeloupe. In 1660 werd door Charles Houël, de gouverneur van Gaudeloupe, een gebied van 2.000 hectare tussen Grande Vigie en Châteaux aan de Cariben toegekend. Het was het minst vruchtbare gedeelte van de eilanden. In 1730 waren er nog 76 Cariben overgebleven.
De plaats Anse-Bertrand is vernoemd naar de visser Bertrand Patternait die een van de eerste inwoners was. In de 18e eeuw werden katoenplantages gesticht in Anse-Bertrand, en vervangen door suikerrietplantages in de 19e eeuw. Suikerriet vormt nog steeds een belangrijk onderdeel van de economie. In 1737 scheidde de gemeente zich af van Port-Louis.

## Pointe de la Grande-Vigie
Pointe de la Grande-Vigie is het meest noordelijk punt van Guadeloupe. De klippen langs de kust zijn meer dan 70 meter hoog en bieden bij helder weer uitzicht op de eilanden Montserrat, La Désirade, en Antigua. Langs de kust bevinden zich grotten.

## Trou de Madame Coco
Trou de Madame Coco is een grot in de klippen waar het water van de Atlantische Oceaan in stroomt. De grot is praktisch ontoegankelijk. Volgens de legende was Madame Coco een vrouw die een pact met de duivel sloot om rijker te worden dan Madame Grands-Fonds. Coco kwam het pact niet na, en toen ze op het strand liep gooide de duivel haar in de grot.

## Galerij

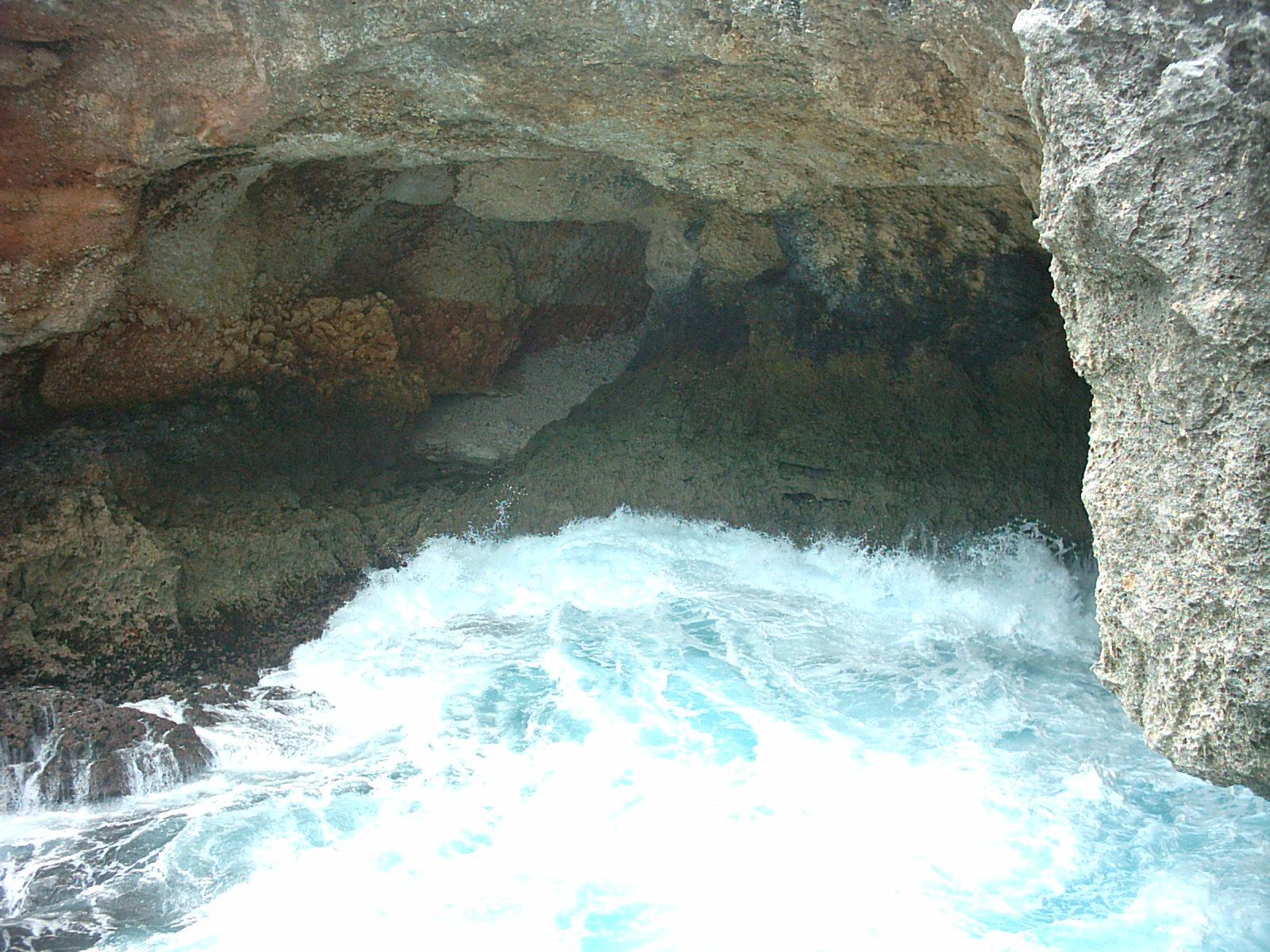
Trou de Madame Coco
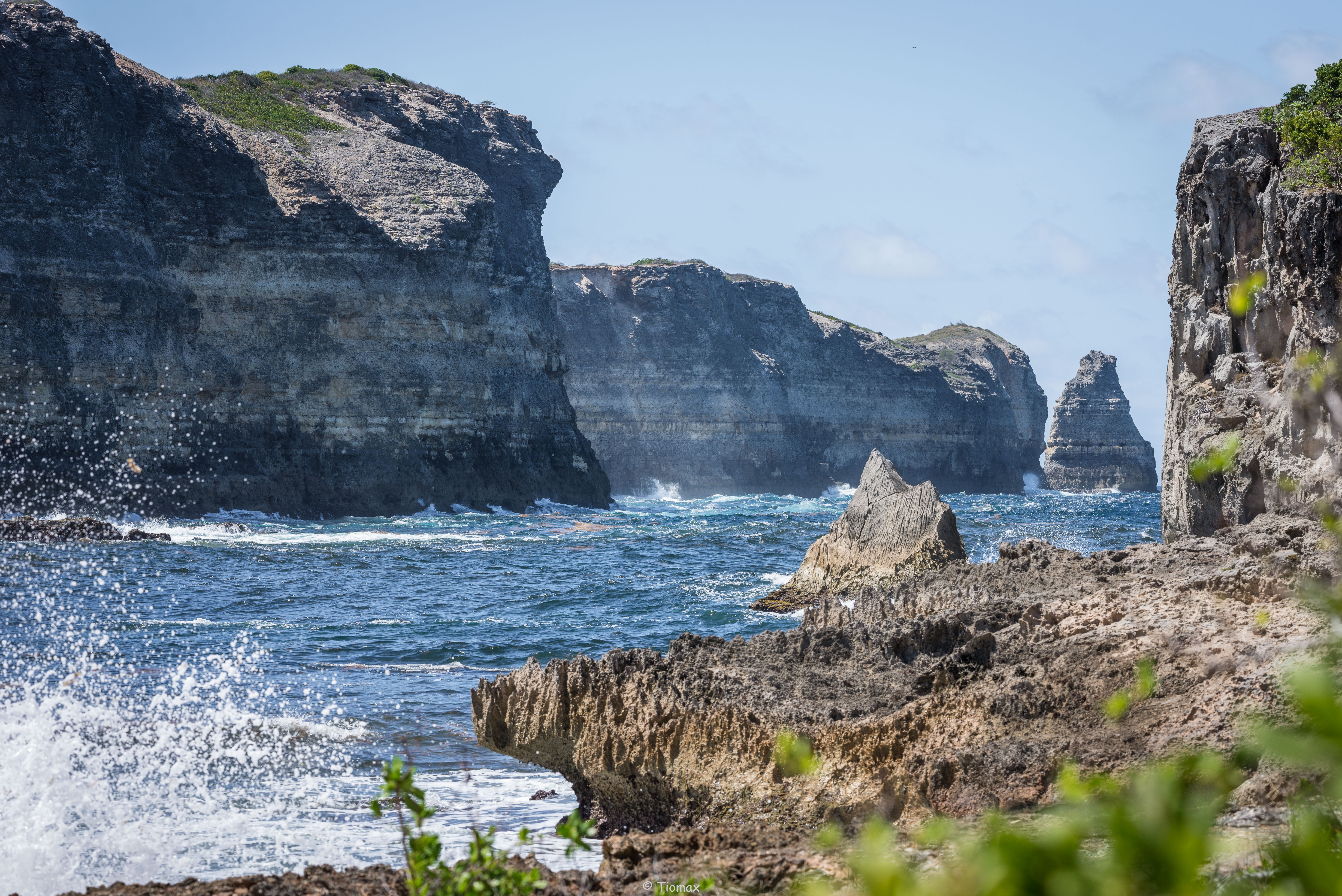
Porte d'Enfer
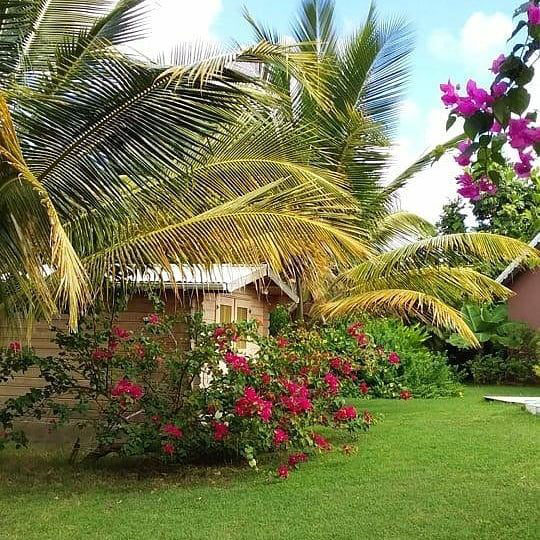
Les Jardins d'Enoha

- Bibliothèque nationale de France: cb12258646q (data)
- Library of Congress Control Number: n92104164
- Nationale Bibliotheek van Israël: 987007533143805171
- Système universitaire de documentation: 031355366
- Virtual International Authority File: 151416633
- WorldCat: E39PBJgCJwRgm4KQqXV7TPJVYP

Les Abymes · Anse-Bertrand · Baie-Mahault · Baillif · Basse-Terre · Bouillante · Capesterre-Belle-Eau · Capesterre-de-Marie-Galante · Deshaies · La Désirade · Le Gosier · Gourbeyre · Goyave · Grand-Bourg · Lamentin · Morne-à-l'Eau · Le Moule · Petit-Bourg · Petit-Canal · Pointe-à-Pitre · Pointe-Noire · Port-Louis · Saint-Claude · Sainte-Anne · Sainte-Rose · Saint-François · Saint-Louis · Terre-de-Bas · Terre-de-Haut · Trois-Rivières · Vieux-Fort · Vieux-Habitants